# FC La Chaux-de-Fonds
FC La Chaux-de-Fonds is een Zwitserse voetbalclub uit La Chaux-de-Fonds. De club speelde al vroeg in de hoogste klasse, maar beleefde zijn topperiode vanaf het einde van de jaren veertig tot midden jaren zestig toen drie landstitels en zes bekers gewonnen werden.
In 1987 kwam de club voor het laatst op het hoogste niveau uit.

## Geschiedenis

### Vroege geschiedenis
De club werd opgericht in 1894 en werd in 1900 het dertiende lid van de Zwitserse voetbalbond. FC nam meteen deel aan het landskampioenschap en werd tweede in groep west achter FC Bern. In 1904/05 werd de club gedeeld eerste met Montriond Lausanne en won de play-off waardoor het zich voor het eerst voor de eindronde om de landstitel plaatste. De club speelde gelijk tegen de Young Boys, maar verloor dan van latere kampioen Grasshopper-Club. De volgende seizoenen eindigde de club steeds in de middenmoot. Vanaf 1909 kreeg de club concurrentie van stadsrivaal Étoile La Chaux-de-Fonds, die al snel de rol van toonaangevende club van de stad overnam en zelfs landskampioen werd in 1918/19. Twee jaar eerder kon de FC zich wel nog plaatsen voor de eindronde, maar kon daar geen potten breken. Vanaf de jaren twintig deed de club het over het algemeen beter dan Étoile, maar kon zich niet meer voor de eindronde plaatsen door de hegemonie van Servette Genève dat negen jaar op rij groepswinnaar werd.
In 1930/31 werd de club tweede met één punt achterstand op Urania Genève en dit seizoen plaatste ook de nummer twee zich voor de eindronde, waarin de club derde werd. Het volgende seizoen werd de competitie herleid naar twee reeksen, wat de doodsteek werd voor Étoile dat degradeerde en nooit meer zou terugkeren naar de elite. Twee seizoenen later was er nog maar één reeks, waardoor andere clubs die al jaren in de hoogste klasse speelden nu langzaam in de anonimiteit verdwenen. Maar de FC bleef overeind al kon de degradatie in het eerste seizoen maar net afgewend worden. Ook de volgende seizoenen bleef de club het moeilijk hebben en in 1936/37 eindigde de club samen met FC Basel op de elfde plaats. Beide clubs bekampten elkaar en Basel won waardoor het in eerste kon blijven. In de Nationalliga B kon de club met vier punten voorsprong op Vevey-Sports de titel pakken en meteen terugkeren. De eerste jaren eindigde de club in de middenmoot. In 1941/42 degradeerde de club opnieuw. In de tweede klasse werd FC La Chaux-de-Fonds groepswinnaar en moest tegen andere groepswinnaar AC Bellinzona spelen om de promotie en won. Na drie seizoenen degradeerde de club weer, maar kon ook deze keer na één seizoen terugkeren.

### Glorieperiode
Er kwam een kentering in de prestaties van de club en bij de terugkeer werd La Chaux-de-Fonds vierde. Het volgende seizoen zelfs derde. Ook de volgende seizoenen bleef de club goed presteren en in 1954 werd de club voor het eerst landskampioen, met één punt voorsprong op de Grasshoppers. Het volgende seizoen kon de club de titel meteen verlengen. In 1955/56 werd echter wel Servette Genève, dat nota bene zesde was in de competitie, afgevaardigd naar de allereerste editie van de Europacup I. De volgende seizoenen ging de club telkens een plaatsje achteruit. In de Schweizer Cup was de club ook vrij succesvol met vijf overwinningen sinds 1948. Na een zesde bekeroverwinning in 1961 mocht de club voor het eerst Europees spelen. In de voorronde van de beker der bekerwinnaars versloeg de club thuis het Portugese Leixões met 6-2, waardoor ze met anderhalf been in de 1/8ste finale stonden. Leixões moest thuis met 5-0 winnen om zijn kansen veil te houden en deed dat waardoor het Europese avontuur van La Chaux-de-Fonds snel beëindigd werd. In de competitie ging het ook weer beter en na twee derde plaatsen werd een derde landstitel behaald in 1963/64. De titel was vrij nipt, FC Zürich en FC Grenchen hadden maar één punt minder. In de Europacup I versloeg de club het Franse AS Saint-Etienne en werd dan opnieuw door een Portugese club uitgeschakeld, deze keer door Benfica.

### Laatste periode in de hoogste klasse
Na twee subtop seizoenen vocht de club in 1966/67 opnieuw tegen degradatie en kon deze pas na de competitie afwenden na een testwedstrijd tegen Winterthur. De volgende seizoenen kon de club niet meer boven de negende plaats komen en in 1973/74 degradeerde de club. Ook nu kon de club na één seizoen terugkeren, maar werd daar meteen terug naar de Nationalliga B verwezen en kon daar in 1978 maar net een degradatie naar de derde klasse vermijden. Het volgende seizoen werd de club kampioen en keerde terug naar de elite, al was ook dit slechts voor één seizoen. Drie jaar later promoveerde de club voor de laatste maal naar de Nationalliga A en werd zevende op zestien clubs. De volgende twee seizoenen vocht de club tegen degradatie en in 1986/87 werd de club afgetekend laatste met slechts zes punten. De club nam nu voorgoed afscheid van de hoogste klasse en speelde nog tot 1993 in de tweede klasse.

### Recente geschiedenis
In 2003 plaatste de club zich voor de eindronde om te promoveren en verloor daar van FC Malcantone Agno, maar kon toch promoveren nadat FC Sion geen licentie kreeg voor de tweede klasse. In het volgende seizoen werd Sion toch nog toegelaten tot de tweede klasse waardoor er zeventien clubs waren. De Challenge League werd dan uitgebreid naar achttien clubs, waardoor er slechts één degradant was. Dit redde het vel van La Chaux-de-Fonds, dat zestiende was geworden. Twee seizoenen later deed de club het al een stuk beter en werd vijfde. De seizoenen erna eindigde men in de middenmoot. In 2009 kreeg men door administratieve problemen geen licentie voor het profvoetbal, waardoor het verplicht moest degraderen naar de 2. Liga Interregional, het vijfde niveau. Sindsdien komt de club afwisselend uit in de derde en vierde voetbalklasse.

## Erelijst
- Landskampioen

1954, 1955, 1964
- Beker van Zwitserland

Winnaar: 1948, 1951, 1954, 1955, 1957, 1961
Finalist: 1964

## Eindklasseringen
- 1946 13e
Nationalliga A
- 1947 2e
Nationalliga B
- 1948 4e
Nationalliga A
- 1949 3e
Nationalliga A
- 1950 5e
Nationalliga A
- 1951 3e
Nationalliga A
- 1952 5e
Nationalliga A
- 1953 8e
Nationalliga A
- 1954 1e
Nationalliga A
- 1955 1e
Nationalliga A
- 1956 2e
Nationalliga A
- 1957 3e
Nationalliga A
- 1958 4e
Nationalliga A
- 1959 7e
Nationalliga A
- 1960 3e
Nationalliga A
- 1961 7e
Nationalliga A
- 1962 3e
Nationalliga A
- 1963 3e
Nationalliga A
- 1964 1e
Nationalliga A
- 1965 6e
Nationalliga A
- 1966 4e
Nationalliga A
- 1967 12e
Nationalliga A
- 1968 10e
Nationalliga A
- 1969 12e
Nationalliga A
- 1970 9e
Nationalliga A
- 1971 9e
Nationalliga A
- 1972 11e
Nationalliga A
- 1973 10e
Nationalliga A
- 1974 13e
Nationalliga A
- 1975 2e
Nationalliga B
- 1976 13e
Nationalliga A
- 1977 6e
Nationalliga B
- 1978 14e
Nationalliga B
- 1979 1e
Nationalliga B
- 1980 13e
Nationalliga A
- 1981 12e
Nationalliga B
- 1982 4e
Nationalliga B
- 1983 1e
Nationalliga B
- 1984 7e
Nationalliga A
- 1985 14e
Nationalliga A
- 1986 13e
Nationalliga A
- 1987 16e
Nationalliga A
- 1988 12e
Nationalliga B
- 1989 9e
Nationalliga B
- 1990 8e
Nationalliga B
- 1991 4e
Nationalliga B
- 1992 6e
Nationalliga B
- 1993 12e
Nationalliga B
- 1994 4e
1. Liga
- 1995 9e
1. Liga
- 1996 9e
1. Liga
- 1997 9e
1. Liga
- 1998 8e
1. Liga
- 1999 7e
1. Liga
- 2000 8e
1. Liga
- 2001 9e
1. Liga
- 2002 7e
1. Liga
- 2003 3e
1. Liga
- 2004 16e
Challenge League
- 2005 10e
Challenge League
- 2006 5e
Challenge League
- 2007 10e
Challenge League
- 2008 12e
Challenge League
- 2009 12e
Challenge League
- 2010 7e
2. Liga
- 2011 6e
2. Liga
- 2012 2e
2. Liga
- 2013 1e
2. Liga
- 2014 2e
2. Liga Interregional
- 2015 1e
2. Liga Interregional
- 2016 2e
1. Liga
- 2017 9e
Promotion League
- 2018 15e
Promotion League
- 2019 16e
Promotion League
- 2020 13e
1. Liga
- 2021 7e
1. Liga

- Niveau 1
- Niveau 2
- Niveau 3
- Niveau 4
- Niveau 5
- Niveau 6

Tot 2003 stonden de hoogste twee divisies bekend als Nationalliga A en B. De Promotion League stond tot 2014 bekend als 1. Liga.  
 Vanaf seizoen 2013/14 is de 1. Liga Classic het 4e niveau en de 2. Liga Interregional het 5e niveau.

## Resultaten per seizoen
| Seizoen | Klasse | Klasse | Klasse | Klasse | Klasse | Klasse | Klasse | Klasse | Klasse | Reeks                 | Punten | Opmerkingen                                               |
|         | I      | II     | III    | IV     | V      | VI     | VII    | VIII   |        |                       |        |                                                           |
| ------- | ------ | ------ | ------ | ------ | ------ | ------ | ------ | ------ | ------ | --------------------- | ------ | --------------------------------------------------------- |
| 1999/00 |        |        | 8      |        |        |        |        |        |        | 1. Liga (groep 2)     | 38     |                                                           |
| 2000/01 |        |        | 9      |        |        |        |        |        |        | 1. Liga (groep 1)     | 40     |                                                           |
| 2001/02 |        |        | 7      |        |        |        |        |        |        | 1. Liga (groep 1)     | 42     |                                                           |
| 2002/03 |        |        | 3      |        |        |        |        |        |        | 1. Liga (groep 2)     | 56     | Promotie                                                  |
| 2003/04 |        | 16     |        |        |        |        |        |        |        | Challenge League      | 28     |                                                           |
| 2004/05 |        | 10     |        |        |        |        |        |        |        | Challenge League      | 43     |                                                           |
| 2005/06 |        | 5      |        |        |        |        |        |        |        | Challenge League      | 58     |                                                           |
| 2006/07 |        | 10     |        |        |        |        |        |        |        | Challenge League      | 46     |                                                           |
| 2007/08 |        | 12     |        |        |        |        |        |        |        | Challenge League      | 43     |                                                           |
| 2008/09 |        | 12     |        |        |        |        |        |        |        | Challenge League      | 33     | Geen licentie meer voor profvoetbal                       |
| 2009/10 |        |        |        |        | 7      |        |        |        |        | 2. Liga               | 34     |                                                           |
| 2010/11 |        |        |        |        | 6      |        |        |        |        | 2. Liga               | 44     |                                                           |
| 2011/12 |        |        |        |        | 2      |        |        |        |        | 2. Liga               | 54     |                                                           |
|         | I      | II     | III    | IV     | V      | VI     | VII    | VIII   | IX     |                       |        | Invoer van Promotion League als derde niveau              |
| 2012/13 |        |        |        |        |        | 1      |        |        |        | 2. Liga               | 73     | Promotie                                                  |
| 2013/14 |        |        |        |        | 2      |        |        |        |        | 2. Liga Inter (gr. 2) | 53     |                                                           |
| 2014/15 |        |        |        |        | 1      |        |        |        |        | 2. Liga Inter (gr. 2) | 71     | Promotie                                                  |
| 2015/16 |        |        |        | 2      |        |        |        |        |        | 1. Liga (groep 1)     | 48     | Promotie                                                  |
| 2016/17 |        |        | 9      |        |        |        |        |        |        | Promotion League      | 39     |                                                           |
| 2017/18 |        |        | 15     |        |        |        |        |        |        | Promotion League      | 30     |                                                           |
| 2018/19 |        |        | 16     |        |        |        |        |        |        | Promotion League      | 11     | Degradatie                                                |
| 2019/20 |        |        |        | 13*    |        |        |        |        |        | 1. Liga (groep 1)     | 12*    | Competitie vroegtijdig geannuleerd vanwege coronapandemie |
| 2020/21 |        |        |        | 7*     |        |        |        |        |        | 1. Liga (groep 1)     | 19*    | Competitie vroegtijdig geannuleerd vanwege coronapandemie |
| 2021/22 |        |        |        | 9      |        |        |        |        |        | 1. Liga (groep 1)     | 33     |                                                           |
| 2022/23 |        |        |        |        |        |        |        |        |        | 1. Liga (groep 1)     |        |                                                           |

## La Chaux-de-Fonds in Europa
#Q = #kwalificatieronde, 1/8 = achtste finale, T/U = Thuis/Uit, W = Wedstrijd, PUC = punten UEFA coëfficiënten .
Uitslagen vanuit gezichtspunt FC La Chaux-de-Fonds
| Seizoen                                                    | Competitie    | Ronde         | Land               | Club                | Totaalscore | 1e W    | 2e W                          | PUC |
| ---------------------------------------------------------- | ------------- | ------------- | ------------------ | ------------------- | ----------- | ------- | ----------------------------- | --- |
| 1961/62                                                    | Europacup II  | Q             | Vlag van Portugal  | Leixões SC          | 6-7         | 6-2 (T) | 0-5 (U)                       | 2.0 |
| 1961/62                                                    | Intertoto Cup | Groep B1      | Vlag van Nederland | Feyenoord           | 4-8         | 2-3 (U) | 2-5 (T)                       | 0.0 |
|                                                            |               | Groep B1      | Vlag van Duitsland | FC Schalke 04       | 3-10        | 3-2 (T) | 0-8 (U)                       | 0.0 |
|                                                            |               | Groep B1 (4e) | Vlag van Zweden    | IFK Goteborg        | 4-5         | 2-2 (T) | 2-3 (U)                       | 0.0 |
| 1964/65                                                    | Europacup I   | Q             | Vlag van Frankrijk | AS Saint-Étienne    | 4-3         | 2-2 (U) | 2-1 (T)                       | 4.0 |
|                                                            |               | 1/8           | Vlag van Portugal  | SL Benfica          | 1-6         | 1-1 (T) | 0-5 (U)                       | 4.0 |
| 1966/67                                                    | Intertoto Cup | Groep A1      | Vlag van Nederland | Feyenoord           | 1-4         | 1-4 (U) | 1-2 (T) gestaakt vanwege mist | 0.0 |
|                                                            |               | Groep A1      | Vlag van Duitsland | Eintracht Frankfurt | 3-7         | 2-4 (T) | 1-3 (U)                       | 0.0 |
|                                                            |               | Groep A1 (4e) | Vlag van Italië    | Lanerossi Vicenza   | 6-3         | 4-1 (T) | 2-2 (U)                       | 0.0 |
| Totaal aantal behaalde punten voor UEFA coëfficiënten: 6.0 |               |               |                    |                     |             |         |                               |     |

## Geschiedenis
| Periode   | Niveau |
| --------- | ------ |
| 1900–1937 | I      |
| 1937–1938 | II     |
| 1948–1942 | I      |
| 1942–1943 | II     |
| 1943–1946 | I      |
| 1946–1947 | II     |
| 1947–1974 | I      |
| 1974–1975 | II     |
| 1975–1976 | I      |
| 1976–1979 | II     |
| 1979–1980 | I      |

| Periode   | Niveau |
| --------- | ------ |
| 1980–1983 | II     |
| 1983–1987 | I      |
| 1987–1993 | II     |
| 1993–2003 | III    |
| 2003–2009 | II     |
| 2009–2015 | V      |
| 2015–2016 | IV     |
| 2016–2019 | III    |
| 2019–     | IV     |

## Bekende (oud-)spelers

### Internationals
De navolgende Europese voetballers kwamen als speler van FC La Chaux-de-Fonds uit voor een vertegenwoordigend A-elftal. Tot op heden is Charles Antenen degene met de meeste interlands achter zijn naam. Hij kwam als speler van FC La Chaux-de-Fonds in totaal 54 keer uit voor het Zwitserse nationale elftal.
| Naam                 | Van        | Tot        | Totaal | Nationaal elftal |
| -------------------- | ---------- | ---------- | ------ | ---------------- |
| Charles Antenen      | 20.06.1948 | 25.11.1951 | 18     | Zwitserland      |
| Charles Antenen      | 20.09.1953 | 07.06.1962 | 36     | Zwitserland      |
| Willy Kernen         | 15.10.1950 | 20.11.1960 | 41     | Zwitserland      |
| Olivier Eggimann     | 11.11.1953 | 19.05.1955 | 10     | Zwitserland      |
| Marcel Mauron        | 28.12.1952 | 14.04.1957 | 9      | Zwitserland      |
| Louis Würsten        | 08.01.1911 | 20.02.1912 | 9      | Zwitserland      |
| Philippe Pottier     | 07.05.1958 | 25.10.1959 | 6      | Zwitserland      |
| Daniel Jeandupeux    | 26.03.1969 | 12.05.1971 | 5      | Zwitserland      |
| Kurt Leuenberger     | 24.11.1957 | 06.01.1960 | 5      | Zwitserland      |
| Gilbert Fesselet     | 25.04.1954 | 19.06.1955 | 5      | Zwitserland      |
| Heinz Bertschi       | 05.06.1963 | 29.04.1964 | 4      | Zwitserland      |
| Christian Matthey    | 02.12.1983 | 02.06.1985 | 4      | Zwitserland      |
| Heinz Bäni           | 05.01.1967 | 01.10.1967 | 3      | Zwitserland      |
| Willy Jäggi          | 02.11.1930 | 16.06.1931 | 3      | Zwitserland      |
| Karl Elsener         | 20.09.1958 | 16.05.1959 | 3      | Zwitserland      |
| Georges Vuilleumier  | 04.10.1964 | 26.05.1965 | 3      | Zwitserland      |
| Josef Ochsner        | 04.04.1909 | 20.05.1909 | 2      | Zwitserland      |
| Roland Ducommun      | 14.02.1932 | 06.03.1932 | 2      | Zwitserland      |
| Adolf Stelzer        | 09.03.1941 | 16.11.1941 | 2      | Zwitserland      |
| Leo Eichmann         | 18.06.1966 | 19.07.1966 | 2      | Zwitserland      |
| Raoul Stauss         | 07.05.1911 | 21.05.1911 | 2      | Zwitserland      |
| André Abegglen       | 16.05.1943 | 14.06.1943 | 2      | Zwitserland      |
| Raymond Morand       | 01.05.1955 | 19.05.1955 | 2      | Zwitserland      |
| Hans Nyffeler        | 04.06.1939 | 04.06.1939 | 1      | Zwitserland      |
| Pierre-André Zappela | 14.02.1968 | 14.02.1968 | 1      | Zwitserland      |
| Alfred Uster         | 12.02.1905 | 12.02.1905 | 1      | Zwitserland      |
| Jean Held            | 06.12.1931 | 06.12.1931 | 1      | Zwitserland      |
| André Neury          | 21.05.1945 | 21.05.1945 | 1      | Zwitserland      |